# Reinhold Gall
Reinhold Gall (31 octobre 1956 à Sülzbach) est un homme politique de la SPD. Il est de 2011 à 2016 le ministre de l'Intérieur du Land de Bade-Wurtemberg.